# Кристиан-Сигизмунд Прусский
Кристиан-Сигизмунд Прусский (нем. Christian-Sigismund Louis Ferdinand Kilian Prinz von Preußen; род. 14 марта 1946, Бад-Киссинген, Бавария) — принц Прусский, член династии Гогенцоллернов.

## Биография
Родился 14 марта 1946 года в Бад-Киссингене (Бавария, Германия). Четвертый (младший) сын принца Луи Фердинанда Прусского (1907—1994) и великой княжны Киры Кирилловны Романовой (1909—1967). Старшие братья — принцы Фридрих Вильгельм, Михаэль и Луи Фердинанд. Дядя принца Георга Фридриха Прусского, главы дома Гогенцоллернов с 1994 года . Принц Кристиан Сигизмунд был наследником своего племянника Луи Фердинанда до рождения у него в 2013 году сыновей-близнецов, принцев Карла Фридриха и Луи-Фердинанда.

## Династический статус
Принцы Фридрих Вильгельм (1939—2015) и Михаэль (1940—2014), старшие братья Кристина-Сигизмунда, женились на простолюдинках в средине 1960-х годов и отказались от своих наследственных титулов принцев Пруссии. В 1975 году принц Луи Фердинанд Прусский (1944—1977), еще один старший брат Кристина-Сигизмунда, женился на графине Донате Эмме Кастель-Рюденхаузен (1950—2015), но через два года скончался во время военных маневров, оставив единственного сына, принца Георга Фридриха (род. 1976) в качестве наследника дома Гогенцоллернов.
В 1994 году после смерти принца Луи-Фердинанда Старшего главой дома Гогенцоллернов стал его внук Георг Фридрих Прусский. Принц Кристиан-Сигизмунд по поручению отца должен был следить за образованием и финансовым состоянием своего племянника во время его несовершеннолетия. После смерти своего отца принцы Фридрих Вильгельм и Михаэль, чьи первые браки с простолюдинками закончились разводами, отказались от своих первоначальных отречений от титулов. Кристиан-Сигизмунд присоединился к своим двум оставшимся в живых братьям в подаче иска против своего племянника Георга Фридриха о получении ими большей доли денежных средств Гогенцоллернов. Из трех дядей Георга Фридриха на его свадьбе в 2011 году присутствовал только принц Кристиан-Сигизмунд со своей младшей дочерью, принцессой Ириной.

## Брак и дети
Принц Кристиан-Сигизмунд Прусский имеет троих детей. От внебрачной связи с Кристианой Грандмонтаж (род. 17 марта 1944) (в 2004 году вышла замуж за графа Яна Бернадота, сына графа Леннарта Бернадота)  у него есть дочь, которая была им узаконена:
- Изабелла Александра Анжелика Анна Катарина Грандмонтаж, затем принцесса Прусская (род. 18 сентября 1969)

29 сентября 1984 года принц Кристиан-Сигизмунд женился в Gut Damp an der Ostsee (Гольштейн) на графине Нине Елене Лидии Александре цу Ревентлов (род. 13 марта 1954, Киль), дочери графа Карла Людвига цу Ревентлов. Супруги имеют сына и дочь:
- Принц Кристиан Людвиг Михаэль Фридрих Фердинанд Прусский (род. 16 мая 1986)
- Принцесса Ирина Мария Нина Кира Прусская (род. 4 июля 1988).